# 莫景貺
莫景貺（越南语：／；1542年—1632年），因後代賜姓阮長，又被追稱為阮長貺（越南语：／），出身越南莫朝宗室，是莫太宗莫登瀛幼子。
莫景貺在莫朝時的官爵職務不詳，他的妻子阮玉楊和南方阮主阮潢的妻子阮氏是姐妹。所以莫朝滅亡後，莫景貺攜帶家眷，跨海投靠了阮潢，落籍肇豐府藍山寺。並將姪女、兄長莫敬典之女莫氏佳嫁給阮潢第六子阮福源為妻。莫景貺在阮主手下官至統兵，參預軍機大事，和阮潢重臣阮於己、宋福洽同等功勞。莫景貺後在任上去世。
莫景貺作為阮潢重臣，在阮朝開國後卻並未得到封贈。直到維新元年（1907年）十二月，經莫景貺後人上書，阮朝朝廷才正式追贈莫景貺為“開國功臣、壯武將軍、都統府掌府事”，賜諡忠貞，列祀於忠義祠。
莫景貺有一子，阮主賜姓阮福，名叫阮福榮，官至鎮邊營鎮守，娶瑞國公阮福源長女阮氏玉蓮為妻。